# 曹加伦
曹加伦，中华人民共和国政治人物、全国脱贫攻坚先进个人。

## 生平
曹加伦任旺苍县委办公室副主任。因在脱贫攻坚战中作出突出贡献，2021年2月25日全国脱贫攻坚总结表彰大会上，曹加伦被授予“全国脱贫攻坚先进个人”。